# Bolvir
Bolvir – gmina w Hiszpanii,  w Katalonii, w prowincji Girona, w comarce Baixa Cerdanya.
Powierzchnia gminy wynosi 10,34 km². Zgodnie z danymi INE, w 2009 roku liczba ludności wynosiła 378, a gęstość zaludnienia 37 osób/km². Wysokość bezwzględna gminy równa jest 1145 metrów. Kod pocztowy do gminy to 17539. Burmistrzem Bolvir jest Joan Llombart i Pous.

## Dynamika populacji
- 1991 – 226
- 1996 – 245
- 2001 – 267
- 2004 – 276
- 2005 – 287
- 2009 – 378

## Miejscowości
W skład gminy Bolvir wchodzi pięć miejscowości, w tym miejscowość gminna o tej samej nazwie. Te miejscowości to:
- Bolvir – liczba ludności: 191
- Raval del Castell – 47
- El Remei – 15
- Talltorta – 29
- La Zona Residencial del Golf – 5

## Bibliografia

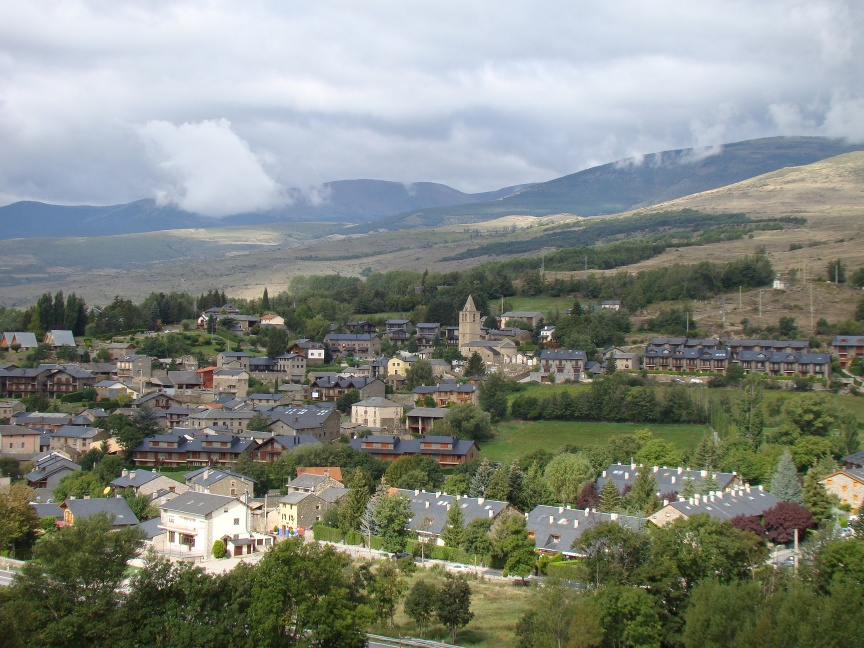
Panorama miejscowości Bolvir